# L'Amour ouf
L'Amour ouf és una pel·lícula de drama romàntic del 2024 dirigida per Gilles Lellouche a partir d'un guió que va escriure amb Ahmed Hamidi i Audrey Diwan, basada en la novel·la de 1997 Jackie Loves Johnser OK? de l'autor irlandès Neville Thompson. La pel·lícula és una coproducció entre França i Bèlgica. És protagonitzada per Adèle Exarchopoulos i François Civil. El repartiment del conjunt inclou Mallory Wanecque, Malik Frikah, Alain Chabat, Benoît Poelvoorde, Vincent Lacoste, Jean-Pascal Zadi, Élodie Bouchez, Karim Leklou, Raphaël Quenard i Anthony Bajon.
La pel·lícula es va estrenar a la competició principal al 77è Festival Internacional de Cinema de Canes el 23 de maig de 2024, on va rebre majoritàriament crítiques negatives. Es va estrenar als cinemes el 16 d'octubre de 2024 a França per StudioCanal i a Bèlgica per Cinéart. La pel·lícula va rebre 13 nominacions a la 50a cerimònia dels Premis César, incloses al Millor Director, Millor Actriu per Exarchopoulos i Millor Actor per Civil, i guanyant el Millor Actor Secundari per Chabat.

## Argument
La pel·lícula comença a la dècada de 1990 amb Clotaire preparant-se per venjar-se d'una banda rival, acompanyat dels seus aliats. Al mateix temps, Jackie corre cap a una cabina telefònica. El telèfon de Clotaire sona dues vegades, però no respon. L'escena s'intensifica quan Clotaire, després d'un atac d'ira, arriba a l'escena; però, quan torna al seu cotxe, rep un tret al cap. L'acció s'atura i comença un flashback, deu anys després de la dècada de 1980. Jackie acaba de ser expulsada de la seva antiga escola privada i arriba a una nova escola secundària. Porta amb ella el pes del greu greuge recent, havent perdut la seva mare, i manté una estreta relació amb el seu pare, que cura d'ella.
Clotaire, fill d'un treballador d'una fàbrica i nen bulliciós d'una família nombrosa, ha abandonat l'escola i recorre els carrers amb el seu germà Kiki i el seu amic Lionel. La seva vida quotidiana està marcada per vagabundeig i petits robatoris. Quan Clotaire veu que Jackie baixa de l'autobús escolar, immediatament l'intriga aquesta noia rebel, que és l'única que respon a les seves provocacions. Intenta cridar la seva atenció, començant amb petits gestos i finalment fent coses cada cop més temeràries per impressionar-la.
És Clotaire qui decideix posar-li el sobrenom de Jackie, el seu nom real és Jacqueline. Per seduir a Jackie, Clotaire no dubta a cometre petits delictes, inclòs el robatori minuciós d'un petit enviament de flams. Però aquestes errades comporten greus conseqüències per al seu germà Kiki, que és enviat a un centre penitenciari després de ser trobat tancat en un camió refrigerat.
Malgrat aquests obstacles, Clotaire continua amb els seus intents de seducció, fins i tot gravant una recopilació de cançons en un casset i li'l regala. La seva relació es fa oficial ràpidament i els dos s'embarquen en un romanç apassionat i tumultuós. Tanmateix, aquesta intensa felicitat es veu ràpidament eclipsada per les realitats de les seves respectives vides.
Jackie somia amb l'emancipació i anys per una vida millor, mentre que Clotaire es veu cada cop més arrossegat al món del crim. Durant una nit de passeig amb Lionel, Clotaire comet l'error de robar un paquet de drogues amagat a la nevera d'un gimnàs que pertany a un criminal local anomenat La Brosse. Aquesta acció desencadena una sèrie d'esdeveniments tràgics: identificat per les seves emergències violentes, Clotaire es veu obligat a treballar per a La Brosse per evitar represàlies.
Lionel, el seu fidel amic, no suporta aquesta baixada als inferns i decideix distanciar-se, deixant a Clotaire encara més aïllat. Al mateix temps, el pare de Jackie, preocupat pel futur de la seva filla, desaprova cada cop més la seva relació i la pressiona perquè es concentri en els seus estudis. Les tensions creixen entre Jackie i Clotaire, i el seu amor tan proper comença a enfonsar-se. El punt d'inflexió dramàtic arriba durant un robatori als molls, on Clotaire, juntament amb Tony, el fill de La Brosse, i altres sequaços, intenten robar un enviament de lingots d'una furgoneta blindada, aprofitant una vaga a la fàbrica on treballava el pare de Clotaire abans de ser acomiadat.
La situació s'intensifica quan en Tony, sense escrúpols, dispara a un dels transportadors que intenta protegir la càrrega. Horroritzat per aquest acte, Clotaire s'afanya a rescatar la cinta transportadora estirada a terra, però els seus companys l'abandonen covards. Després d'una llarga persecució amb la policia, és arrestat i acusat de l'assassinat. La Brosse, ansiós per protegir el seu fill Tony, insta a Clotaire a guardar silenci durant el seu judici. Clotaire segueix les ordres i accepta però acaba sent condemnat a dotze anys de presó per un crim que no va cometre, mentre que Jackie, devastada per aquesta notícia, falla els seus exàmens. Passen més de deu anys. En sortir de la presó, Clotaire es retroba amb la seva família, inclosa la seva mare i el seu germà, el seu pare havia mort.
Intenten consolar-lo, però segueix obsessionat amb el record de Jackie. El seu pare s'assabenta que ara està casada amb Jeffrey, el gerent d'una agència de lloguer de cotxes on treballa, i fins i tot el pare de la Jackie està pensant a començar una nova vida. Per la seva banda, Jackie intenta portar una vida ordenada, però no pot oblidar Clotaire i s'avorreix. Quan en Jeffrey comença a percebre la convulsió dins d'ella, la distància creix entre ells.
Les coses canvien quan rep el número de Clotaire de la seva mare i, en un atac de nostàlgia i penediment, decideix contactar amb ell. Mentrestant, Clotaire intenta seguir endavant exigint una disculpa a La Brosse, que ara gaudeix d'una jubilació tranquil·la. Ara, Tony dirigeix el negoci, i el retrobament entre els dos nois acaba en una tragèdia: Clotaire intenta reclamar el que se li deu per romandre en silenci durant la seva detenció i acaba apallissat a l'aparcament d'un club nocturn. Com a represàlia, provoca un accident de cotxe en el qual mata Tony.
Aleshores Clotaire torna a connectar amb Lionel i, amb Kiki, planegen reconstruir les seves vides al món del crim. Tanmateix, Lionel és assassinat per una banda rival, submergint Clotaire en un profund desig de venjança, el que el porta a l'escena inicial de la pel·lícula. Per la seva banda, Jackie s'adona que ja no estima Jeffrey i va a la cabina telefònica on havia parlat amb Clotaire abans del seu arrest.
Aquesta és l'escena inicial de la pel·lícula, excepte que Clotaire, veient el seu telèfon sonar dues vegades sense contestar, un codi que havia establert amb Jackie al començament de la seva relació, abandona immediatament la seva venjança per trobar-la. Jeffrey segueix a Jackie i l'ataca, però ella lluita i el noqueja amb el receptor. Aleshores, Clotaire arriba a l'escena, finalment es reuneix amb la seva estimada de secundària.
Junts, acompanyen en Jeffrey a l'hospital on també reben tractament, mentre comenten el seu passat i les opcions que els han separat. Clotaire li confia que va aprendre el significat de moltes paraules a la presó fent un full amb 457 paraules que va escriure mentre pensava en ella. Tornen a caure als braços de l'altre i fugen junts. Clotaire i Jackie, ara empleats en un supermercat, viuen una vida senzilla però tranquil·la.
Quan un superior recrimina a Clotaire una falta menor, ell es manté tranquil, després d'haver après dels seus errors i prometent a Jackie que no tornarà a barallar-se, i ella intervé per defensar la seva parella, reforçada pel seu passat compartit. Més tard, els dos amants sopen en un restaurant, celebrant aquesta segona oportunitat que se'ls ha donat, finalment lliures per viure el seu amor lluny de la violència i el penediment. Clotaire li diu a Jackie per primera vegada que l'estima.

## Repartiment
- Adèle Exarchopoulos com a Jackie[1]

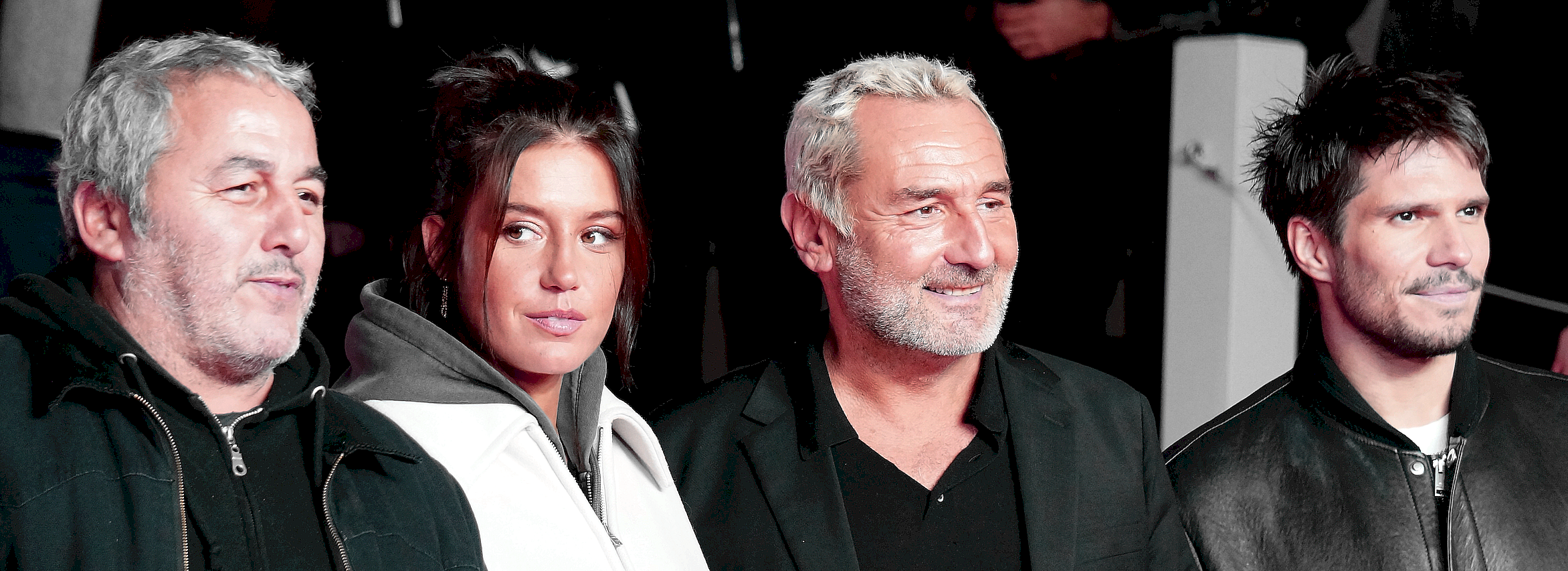
Ahmed Hamidi, Adèle Exarchopoulos, Gilles Lellouche i François Civil atl Film Fest Gent de 2024,

  - Mallory Wanecque com a Jackie (15 anys)[1]
- François Civil com a Clotaire[1][3]
  - Malik Frikah com a Clotaire (17 anys)
- Alain Chabat com el pare de Jackie[1]
- Benoît Poelvoorde com a La Brosse[1]
- Vincent Lacoste com a Jeffrey[1]
- Élodie Bouchez com la mare de Clotaire[1]
- Karim Leklou com el pare de Clotaire[1]
- Jean-Pascal Zadi com a Lionel[1]
- Raphaël Quenard com a Kiki[1]
- Anthony Bajon com a Tony[1]
- Louis Raison com a Clotaire (12 anys)[4]

## Producció

### Desenvolupament
El 2 de setembre de 2013, Gilles Lellouche va dir en una entrevista per a l'emissora de ràdio francesa France Inter que dirigiria una adaptació de la novel·la irlandesa de 1997 de Neville Thompson Jackie Loves Johnser OK?. Lellouche va descriure el projecte com "una comèdia romàntica ultraviolenta". Va ser l'actor Benoît Poelvoorde qui li va donar una còpia del llibre a Lellouche i li va dir que l'havia d'adaptar a una pel·lícula. Lellouche es va enamorar de la història i va començar a escriure el guió juntament amb Poelvoorde, però no va funcionar, així que Lellouche va decidir continuar escrivint sol. Lellouche va escriure el guió amb Ahmed Hamidi i Audrey Diwan, que van començar a escriure'l el 2019.
El 9 de juliol de 2021, un cartell teaser de la pel·lícula que la descrivia com "una comèdia romàntica i musical ultraviolenta" amb una data d'estrena de 2023 es va donar a conèixer en un número especial de Variety al Marché du Film durant el Festival de Cinema de Canes 2021, però el repartiment encara era desconegut.
La pel·lícula és una coproducció entre les franceses Chi-Fou-Mi Productions, Trésor Films, StudioCanal, France 2 Cinéma i Cool Industrie, amb un pressupost anunciat inicialment el maig de 2023 de 32 milions € (34 milions $, convertint-la en la major inversió de StudioCanal en una pel·lícula en francès. Les companyies belgues Artémis Productions, RTBF, Proximus, BeTV i Shelter Prod van coproduir la pel·lícula.Les autoritats fiscals belgues van revelar l'abril de 2024 que el pressupost total de la pel·lícula era de 35.059.149 milions d'euros. Segons Cineuropa en un article publicat el 26 de març de 2024 que cita l'informe 2023 del CNC (Centre Nacional del Cinema i la Imatge en Moviment), el pressupost total era de 35,7 milions d'euros.
Els productors Alain Attal i Hugo Sélignac van descriure la pel·lícula com "una muntanya russa d'amor, que barreja amor, violència i dansa". El col·lectiu de dansa (La)Horde va ser contractat per crear tres balls per a la pel·lícula. La banda sonora comptarà amb cançons dels anys 80 i 90 d'artistes com The Cure, New Order, Madonna, Nas, i Jay-Z. La pel·lícula està ambientada als anys 70, 80 i 90.
Lellouche va citar Martin Scorsese, Quentin Tarantino i West Side Story (1957) com a referències per la pel·lícula.

### Càsting
François Civil i Adèle Exarchopoulos van ser anunciats en els papers principals en una convocatòria de càsting per a extres publicada el 7 de febrer de 2023, que també va anunciar que el rodatge tindria lloc entre maig i setembre de 2023. Lellouche havia coprotagonitzat anteriorment amb Civil i Exarchopoulos a la pel·lícula del 2021 BAC Nord, el guió de la qual va ser co-escrit per Audrey Diwan.
Élodie Bouchez es va anunciar al repartiment el 28 de març de 2023. El repartiment complert (Mallory Wanecque, Malik Frikah, Alain Chabat, Benoît Poelvoorde, Vincent Lacoste, Jean-Pascal Zadi, Karim Leklou, Raphaël Quenard and Anthony Bajon) fou revelat el 21 de maig de 2023, quan el productor Hugo Sélignac va compartir a Instagram el cartell de la pel·lícula que apareixia a la portada del número d'aquell dia de la revista francesa Le Film français.

### Rodatge
La fotografia principal va començar el 9 de maig de 2023. El rodatge va durar 18 setmanes, 88 dies, i va acabar el 15 de setembre de 2023. El rodatge es va dur a terme a diverses regions de França, com ara Villeneuve-d'Ascq, Dunkerque, Lilla, Douai, Valenciennes, Cambrai, Avesnes-sur-Helpe, Calais, Saint-Omer, Béthune, Lens, Arràs, Boulogne-sur-Mer i Montreuil-sur-Mer, i a l'Institut Saint-Henri de Comines a Comines-Warneton, Bèlgica.

### Post-producció
En una entrevista amb el periodista francès Pierre Lescure al programa de televisió francès Beau Geste a l'octubre de 2023, Lellouche va dir que la pel·lícula tindria "almenys 3 hores de durada". Més tard, Lellouche va confirmar el temps d'execució de 3 hores en una entrevista a Variety el gener de 2024. > Tanmateix, el lloc web oficial del Festival de Canes va llistar el 4 de maig el temps d'execució en 2 hores i 46 minuts, que més tard va ser confirmat per crítiques com la publicada per Screen Daily després que la pel·lícula es projectés a Canes.
El 13 d'octubre de 2024, Lellouche va dir a Le Parisien que la primera versió de la pel·lícula el gener de 2024 durava 4 hores, i que va continuar editant la pel·lícula després que s'estrenés a Canes el maig de 2024 i va tallar una escena de ball i dues seqüències de violència que van fer que François Civil “semblés un personatge estúpid, no bonic”, va dir. El 14 d'octubre de 2024, Lellouche va dir en una entrevista al programa de televisió francès C à vous que estava editant i reelaborant el final de la pel·lícula fins al cap de setmana anterior, uns dies abans de l'estrena a les sales de França el 16 d'octubre de 2024. La versió de la pel·lícula estrenada als cinemes francesos va durar 2 hores i 41 minuts.

## Llançament
La pel·lícula es va estrenar en competició oficial al 77è Festival Internacional de Cinema de Canes el 23 de maig de 2024. També es va projectar a la secció Limelight del 54è Festival Internacional de Cinema de Rotterdam el febrer de 2025.
La pel·lícula es va estrenar en cinemes el 16 d'octubre de 2024 a França per StudioCanal i a Bèlgica per Cinéart.
La pel·lícula s'estrenarà fora de França amb el títol Beating Hearts. Va ser la primera pel·lícula que va ser co-adquirida per Canal Plus, Netflix i France Télévisions. La pel·lícula es va presentar als compradors al Rendez-Vous d'Unifrance a París el gener de 2024.

## Recepció

### Resposta crítica
L'Amour ouf va ser la pel·lícula amb menys puntuació en competició oficial al 77è Festival Internacional de Cinema de Canes. La graella del jurat de Screen Daily va donar a la pel·lícula una qualificació d'1,3 sobre 4 estrelles, afirmant: "El romanç èpic de Lellouche, conegut com L'Amour ouf als mercats francesos, va obtenir un zero (dolent) de Mathieu Macharet a Le Monde, seguit de set una estrella (pobre) i quatre de dues estrelles." També va tenir la pitjor puntuació al lloc web de cinema francès Chaos Reign, que va recollir les crítiques de diversos diaris i revistes francesos i internacionals i va donar a la pel·lícula una valoració de 0,9 sobre 4 estrelles, i la pitjor puntuació del web estatunidenc Ioncinema, que va recopilar les crítiques de 20 publicacions franceses i internacionals i va donar a la pel·lícula una valoració d'1,6 sobre 5 estrelles. Metacritic va incloure la pel·lícula a la seva llista de pitjors pel·lícules del Festival de Cannes 2024.
Al lloc web de l'agregador de ressenyes Rotten Tomatoes, el 33% de les 18 crítiques són positives, amb una valoració mitjana de 5,1/10. Metacritic, que utilitza una mitjana ponderada, va assignar a la pel·lícula una puntuació de 50 sobre 100, basada en 7 crítics, indicant crítiques "mixtes o mitjanes"
Adam Sanchez de GQ France va escriure; "Gilles Lellouche decebeix amb la seva simfonia de grans músculs i cors trencats".
Arjun Sajip d' IndieWire va donar a la pel·lícula una puntuació B+ i va assenyalar el tractament decebedor de la pel·lícula del seu únic caràcter de color, "Lionel, l'amic lleial de Clotaire, el paper del qual com a nen i jove desafortunat es limita a ser l'objectiu de les insults racials, el company o l'alleujament còmic. (Els que van veure el llargmetratge anterior de Lellouche, El gran bany, poden recordar una superficialitat similar en l'escriptura del personatge principal de color d'aquesta pel·lícula.)".
Tim Grierson de Screen Daily va elogiar les actuacions de Malik Frikah i Mallory Wanecque com els adolescents Clotaire i Jackie, però també va criticar la manca de química entre François Civil i Adèle Exarchopoulos com a versions adultes dels dos protagonistes: "Desafortunadament, una vegada que la parella es reuneix als seus 20 anys, el bullici de la pel·lícula s'esvaeix. No importa la duresa d'Exarchopoulos i Civil, per suggerir com aquests adolescents van ser derrotats per la vida, la seva relació no és tan brillant com abans. Aquest és, en part, el punt, ja que els adults Jackie i Clotaire intenten tornar a connectar, però L'Amour ouf conscientment, requereix una química intensa que els dos protagonistes adults no poden reunir del tot".
Escrivint per al lloc web estatunidenc The Playlist, Gregory Ellwood va donar a la pel·lícula una puntuació C, afirmant: "Hi ha poc que Lellouche faci durant la primera hora per retratar el romanç d'adolescents entre els dos com un canvi de vida. Malgrat els talents evidents de Frikah i Wanecque, la parella no venen una història d'amor per sempre. Això fa que sigui una mica difícil invertir-la en el que passi després."  […] "A mesura que avança la pel·lícula, les opcions narratives d'alguna manera es tornen encara menys creïbles i Lellouche comença a llançar-ho tot i l'aigüera de la cuina a la pantalla. Hi ha números de ball recurrents, un muntatge digne d'esgarrifança que dóna un vídeo musical de hip-hop estatunidenc del tòpic dels anys 90 i un preludi que resulta ser absolutament completament inútil. En un moment donat, es produeix una explosió d'un cotxe perfectament cronometrada just després que Clotaire colpegi algú i et preguntes, això vol ser conscient d'un mateix? Ha vist Lellouche Arma fatal? Creu que això és genial?" […] Ellwood també va assenyalar la manca de química entre els actors principals de la pel·lícula: "Com els seus homòlegs més joves, potser si Civil i Exarchopoulos haguessin tingut una química genuïna a la pantalla, tot seria perdonat. Potser L'Amour ouf valdria la pena el seu viatge salvatge i accidentat. Però, oh, no. Encara ens queden 20 minuts. Fixeu-vos-hi."
Jordan Mintzer de The Hollywood Reporter va qualificar la pel·lícula d'"exagerada i francament vulgar de vegades" i va escriure: "Si agafeu Magnolia, Un dels nostres, Els nois del barri i potser Un homme et une femme de Claude Lelouch, els endolleu tots a l'última versió de ChatGPT i li demaneu que escupi una pel·lícula totalment nova, podríeu acabar amb alguna cosa com el romanç de crim francès desmaiat de Gilles Lellouche (sense relació amb Claude), L'Amour ouf, i també que "Clotaire i Jackie també apareixen com a caricatures de la classe obrera francesa, incapaços de controlar-se a si mateixos ni a les seves emocions perquè sembla que així són els nens de la classe treballadora. Lellouche divideix el món en estereotips que amplifica en gairebé totes les escenes, com si el drama d'alguna manera fos creïble si tothom cridava buidant els pulmons. Això passa molt al llarg de la pel·lícula i sobretot durant l'última hora: la pel·lícula té una durada de 166 minuts".
Escrivint per al lloc web First Show, Alex Billington va dir: "Posar dues persones guapes a la teva pel·lícula no vol dir automàticament que tinguin química ni fa que la seva història d'amor sigui fascinant. Vaig pensar que ja no se'ls permetia ni fer pel·lícules amb una trama tan poc original: és la relació més banal que hi ha hagut mai. La noia llesta amb el noi dolent. I això és tot? Malauradament sí. Aquestes tres hores dedicades a allò bàsic d'una història d'amor? Quan arribem a la part de la història en què apareix Adèle Exarchopoulos, fins i tot sembla que ja no vol estar més en aquesta pel·lícula, oferint una actuació totalment deslluïda on se suposa que té sentiments adormits per aquest tipus que no ha vist en 12 anys. Això és després que es casa amb un imbècil (Vincent Lacoste) que l'acomiada de la seva feina i després la colpeja. No és il·legal aquest tipus de narració misògina? Suposo que encara no a França. Aquesta pel·lícula és una pèrdua èpica de tres hores que no ofereix ni una unça de res temptador, emocionant o romàntic en les seves nombroses vistes de pantalla panoràmica. Es tracta d'una producció cinematogràfica derivada en el pitjor moment i amb sort serà ignorada pel públic. Només cal que mireu La La Land o Cherbourg de nou en lloc d'això."
Escrivint per al diari francès Le Parisien, Catherine Balle va escriure: "El que primer sorprèn en aquest llargmetratge, és la seva forma. Ens van dir que era un musical: només dues escenes de ball s'enfilen en aquestes 2h46 marcades per èxits dels anys 80 (The Cure, Prince…), on els actors no canten mai. Aleshores, aquest és el seu tema. L'Amour ouf és una comèdia romàntica o una pel·lícula de gàngsters? Entre tots dos, entre Abans de l'alba i BAC Nord, fluctua el cor de Gilles Lellouche. I el cineasta no es decideix”, i també: “ens molesta la complaença del guió pel que fa als esclats del seu heroi."
Per a Juliette Hochberg de la revista francesa Marie Claire, "L'Amour ouf no és una comèdia musical, com s'anunciava aquí i allà, però el treball precís del so, encara més del silenci, ofereix un espectacle total. Tampoc és un model romàntic, "idealitzable". Clotaire acumula més atacs d'ira que banderes verdes".
Samuel Douhaire, de la revista francesa Télérama, va escriure que "Lellouche vol fer Paul Thomas Anderson, Martin Scorsese, John Woo i Jacques Demy alhora: això és molt per a una sola pel·lícula, encara que duri gairebé tres hores, especialment quan encara no tens el talent de cap d'ells, i la seva visió molt sentimental de l'amor és la d'un etern adolescent. D'aquest poti-poti interminable i, en definitiva, esgotador, salvarem tanmateix la primera hora, portada per la jove i formidable Mallory Wanecque (descoberta a finals de 2022 a Els pitjors) i Malik Frikah. L'emocionant actuació d'Alain Chabat com a pare protector i còmplice. I una bonica seqüència de diàlegs, tendra i tensa, entre Jackie, Clotaire i un gerent de supermercat despectiu, on, per una vegada, Gilles Lellouche s'absté de ser intel·ligent amb la seva càmera."
Per a Céline Rouden del diari francès La Croix, "res no és correcte en aquesta pel·lícula que porta tots els controls lliscants al límit: colors saturats, música omnipresent, diàlegs inexistents i posada en escena afectada, la sobreexcitada energia de la qual emmascara malament l'absència de propòsit, quan no es refereix a una moral simplista", […] "Un Romeo + Juliet (1996) francès que, sens dubte, pretén mirar a Baz Luhrmann i els seus excessos, però només produeix una pàl·lida imitació i fins i tot s'enfonsa en el ridícul."
Julien Rousset del diari francès Sud Ouest va qualificar la pel·lícula de "una gran decepció". "La decepció és encara més gran. Ja no és el gran bany sinó el gran vanitós, un llarg clip de dues hores i quaranta-sis minuts ofegats en un diluvi de música i violència." Gautier Roos va escriure per al web francès Chaos Reign que "res d'aquesta pel·lícula justifica els diners gastats a la pantalla, ni aquesta durada de 2h46, ni l'alè èpic que voldria encarnar aquesta història d'amor impedida pel destí".
Peter Bradshaw de The Guardian va donar a la pel·lícula 2 de 5 estrelles i va escriure que "pretén una energia de coll blau Springsteenesca, però s'enfonsa sota el pes de la seva pròpia ingenuïtat".
Per a la web francesa Écran Large, "L'Amour ouf supera els límits. El resultat és una obra excessiva, desproporcionada i molt maldestra, la rara sensibilitat de la qual es veu lastrada pels seus artificis inflats i la violència quasi glorificada".
Fabien Lemercier de Cineuropa va escriure: "Aquest espectacle de focs artificials amb un pressupost de 35 milions d'euros és el contrari de la delicadesa i sens dubte trobarà el seu públic gràcies a una campanya de màrqueting adequadament agressiva, però hauria estat molt més raonable no llançar-lo a competició al 77è Festival Internacional de Cinema de Canes, on encara que els mestres del cinema de vegades es cansen, una certa excel·lència artística encara és de rigor."
Stéphane Gobbo, del diari suís Le Temps, va afirmar que L'Ampur ouf no és una comèdia musical i que al Festival de Canes 2024 es van projectar millors pel·lícules fora de competició que mereixien ocupar el seu lloc a la competició oficial.

### Reconeixements
| Premi / Festival                          | Data de cerimònia    | Categoria                | Receptor(s)                                                 | Resultat  | Ref(s) |
| ----------------------------------------- | -------------------- | ------------------------ | ----------------------------------------------------------- | --------- | ------ |
| Festival Internacional de Cinema de Canes | 25 de maig de 2024   | Palma d'Or               | Gilles Lellouche                                            | Nominat   | [ 32 ] |
| Premis César                              | 28 de febrer de 2025 | Millor director          | Gilles Lellouche                                            | Nominat   | [ 55 ] |
| Premis César                              | 28 de febrer de 2025 | Millor actor             | François Civil                                              | Nominat   | [ 55 ] |
| Premis César                              | 28 de febrer de 2025 | Millor actriu            | Adèle Exarchopoulos                                         | Nominat   | [ 55 ] |
| Premis César                              | 28 de febrer de 2025 | Millor actor secundari   | Alain Chabat                                                | Guanyador | [ 55 ] |
| Premis César                              | 28 de febrer de 2025 | Millor actriu secundària | Élodie Bouchez                                              | Nominat   | [ 55 ] |
| Premis César                              | 28 de febrer de 2025 | Millor actor revelació   | Malik Frikah                                                | Nominat   | [ 55 ] |
| Premis César                              | 28 de febrer de 2025 | Millor actriu revelació  | Mallory Wanecque                                            | Nominat   | [ 55 ] |
| Premis César                              | 28 de febrer de 2025 | Millor fotografia        | Laurent Tangy                                               | Nominat   | [ 55 ] |
| Premis César                              | 28 de febrer de 2025 | Millor muntatge          | Simon Jacquet                                               | Nominat   | [ 55 ] |
| Premis César                              | 28 de febrer de 2025 | Millor so                | Cédric Deloche, Gwennolé Le Borgne, Jon Goc and Marc Doisne | Nominat   | [ 55 ] |
| Premis César                              | 28 de febrer de 2025 | Millor música            | Jon Brion                                                   | Nominat   | [ 55 ] |
| Premis César                              | 28 de febrer de 2025 | Millor vestuari          | Isabelle Pannetier                                          | Nominat   | [ 55 ] |
| Premis César                              | 28 de febrer de 2025 | Millor decorat           | Jean-Philippe Moreaux                                       | Nominat   | [ 55 ] |
| Premis Magritte                           | 22 de febrer de 2025 | Millor actor secundari   | Benoît Poelvoorde                                           | Nominat   | [ 56 ] |